# Marian Srebrny
Marian Srebrny (ur. 11 sierpnia 1947 w Warszawie) – polski matematyk, doktor habilitowany nauk matematycznych.

## Życiorys
Jako student matematyki na Uniwersytecie Warszawskim był zaliczany do opozycyjnego środowiska tzw. komandosów. W 1967 uczestniczył w protestach w obronie Adama Michnika, zagrożonego usunięciem ze studiów z przyczyn politycznych. Został za to ukarany naganą przez Związek Młodzieży Socjalistycznej, którego był członkiem. Uczestniczył w studenckich protestach marcowych w 1968, był delegatem studentów Wydziału Matematyczno-Fizycznego UW do komitetu uniwersyteckiego, koordynującego protest na tej uczelni. 21 marca 1968 został relegowany z uczelni i wcielony do wojska. W tym samym roku został przywrócony na studia i ukończył w 1970. W latach 1971–1991 pracował w Instytucie Matematycznym Polskiej Akademii Nauk. Pracę doktorską napisaną pod kierunkiem Wiktora Marka obronił w 1972 na Uniwersytecie Warszawskim, w 1984 uzyskał w IM PAN na podstawie pracy Selektory mierzalne multifunkcji klasy PCA wraz z zastosowaniami stopień doktora habilitowanego.
W 1980 został członkiem NSZZ „Solidarność”, był działaczem koła związku w swoim zakładzie pracy oraz Wszechnicy Robotniczej NSZZ „Solidarność” Regionu Mazowsze. Z ramienia Wszechnicy odpowiadał za jej działania edukacyjne w Zakładach Przemysłu Ciągnikowego „Ursus” oraz Zakładach Wytwórcze Lamp Elektrycznych im. Róży Luksemburg. Po ogłoszeniu stanu wojennego w grudniu 1981 zaangażował się w strajk w „Ursusie”. Po upadku strajku w dniu 15 grudnia 1981 został zatrzymany i następnie 17 grudnia 1981 internowany, przebywał w ośrodkach w Warszawie-Białołęce i Jaworzu. Został zwolniony 22 kwietnia 1982 na przepustkę, decyzję o uchyleniu internowania władze podjęły 29 kwietnia 1982. W latach 1982–1989 angażował się w kolportaż pism drugiego obiegu, w latach 1983–1984 był redaktorem pisma „Hartownia” (później pod nazwą „Chleb i Wolność”).
Po 1991 był zatrudniony w Instytucie Podstaw Informatyki PAN, na Uniwersytecie Jana Długosza w Częstochowie, oraz w Wyższej Szkole Handlowej im. Bolesława Markowskiego w Kielcach.
Został zastępcą przewodniczącego Krajowej Sekcji NSZZ „Solidarność” Polskiej Akademii Nauk (po 1989). Należał do inicjatorów powstałej w 2010 nieformalnej Inicjatywy Obywatelskiej Instytutów PAN.
W 2009 został odznaczony Krzyżem Oficerskim Orderu Odrodzenia Polski, w 2024 Krzyżem Wolności i Solidarności.
Jego bratem jest działacz NSZZ „Solidarność”, fizyk, Julian Srebrny.